# Herľany
Herľany é um município da Eslováquia, situado no distrito de Košice-okolie, na região de Košice. Tem 9,91 km² de área e sua população em 2018 foi estimada em 302 habitantes.

## Demografia
| Ano:        | 1994 | 2004   | 2014   | 2024   |
| ----------- | ---- | ------ | ------ | ------ |
| Broj ljudi: | 292  | 287    | 285    | 286    |
| Razlika:    |      | -1,71% | -0,69% | +0,35% |

| Ano:               | 2023 | 2024   |
| ------------------ | ---- | ------ |
| Número de pessoas: | 276  | 286    |
| Diferença:         |      | +3,62% |